# Hubert Charuel
Hubert Charuel es un director de cine francés nacido en Vitry-le-François el 31 de mayo de 1985.

## Filmografía

### Cortometrajes
- 2011 : Diagonale du vide
- 2015 : K-nada[1]
- 2016 : Fox-Terrier

### Largometraje
- 2017 : Petit Paysan